# Doran (Minnesota)
Doran es una ciudad ubicada en el condado de Wilkin en el estado estadounidense de Minnesota. En el Censo de 2010 tenía una población de 55 habitantes y una densidad poblacional de 101,61 personas por km².

## Geografía
Doran se encuentra ubicada en las coordenadas 46°11′6″N 96°29′8″O / 46.18500, -96.48556. Según la Oficina del Censo de los Estados Unidos, Doran tiene una superficie total de 0.54 km², de la cual 0.54 km² corresponden a tierra firme y (0%) 0 km² es agua.

## Demografía
Según el censo de 2010, había 55 personas residiendo en Doran. La densidad de población era de 101,61 hab./km². De los 55 habitantes, Doran estaba compuesto por el 100% blancos, el 0% eran afroamericanos, el 0% eran amerindios, el 0% eran asiáticos, el 0% eran isleños del Pacífico, el 0% eran de otras razas y el 0% pertenecían a dos o más razas. Del total de la población el 0% eran hispanos o latinos de cualquier raza.

### Evolución demográfica
| 1910 | 1920 | 1930 | 1940 | 1950 | 1960 | 1970 | 1980 | 1990 | 2000 | 2010 | est 2015 |
| ---- | ---- | ---- | ---- | ---- | ---- | ---- | ---- | ---- | ---- | ---- | -------- |
| 93   | 98   | 137  | 128  | 126  | 136  | 101  | 77   | 78   | 59   | 55   | 53       |

## Localidades adyacentes
El diagrama siguiente presenta las localidades en un  radio de 20 km alrededor de Doran.